# 카라카스 증권거래소

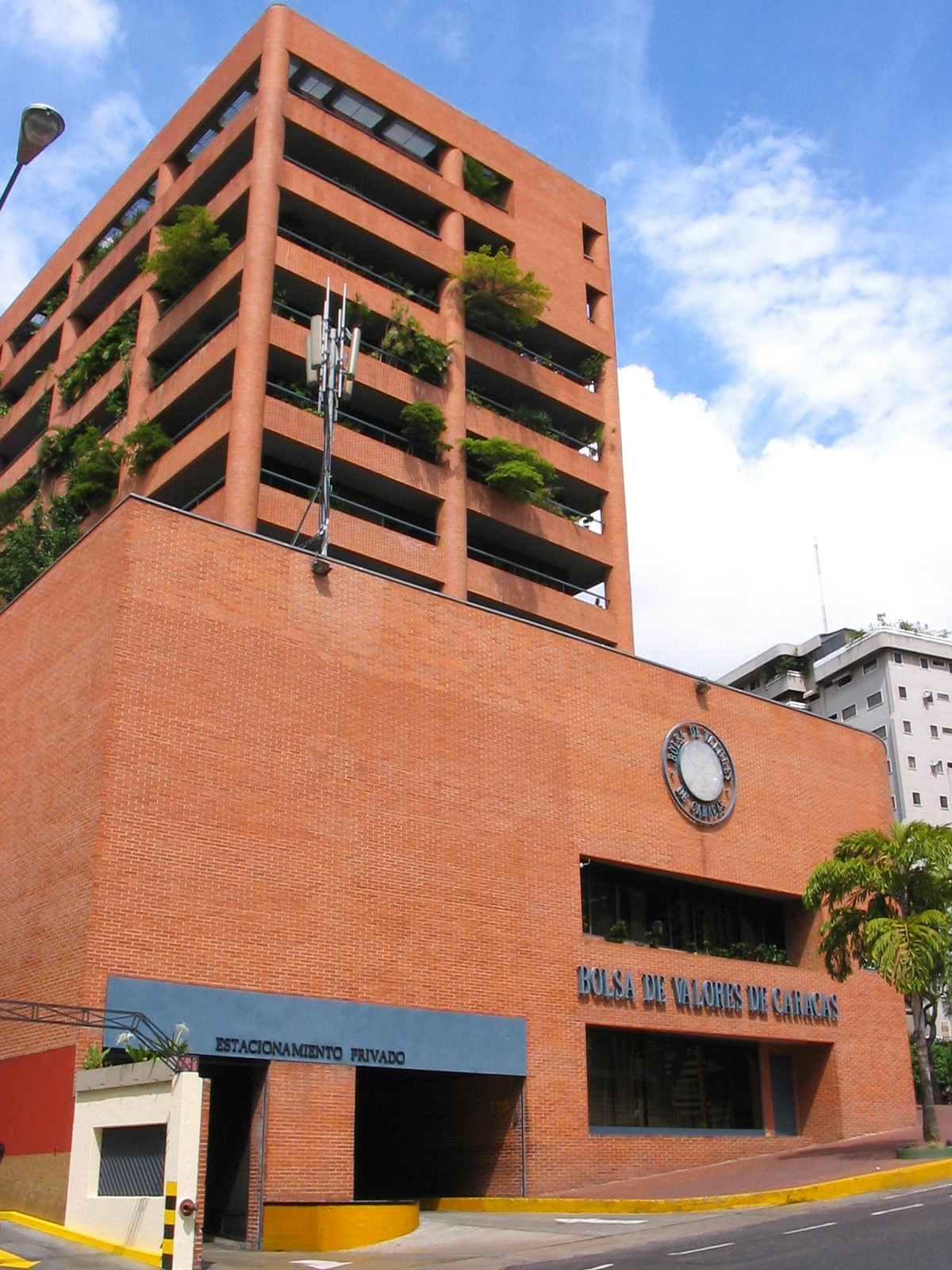

카라카스 증권거래소(BVL, 스페인어: Bolsa de Valores de Caracas)는 베네수엘라 카라카스에 소재한 증권거래소이다. 1947년 1월 21일에 설립되었다.